# Авалон, Джеймс
Джеймс Авалон (англ. James Avalon) — американский порнорежиссёр, оператор-постановщик, киноредактор, сценарист и кинопродюсер. Член зала славы AVN с 2005 и зала славы XRCO с 2004 года. Также известен как Kunga Sludge, Mondo Tundra и Monty Tundra.

## Карьера
Дебютировал в порнобизнесе в 1979 году в качестве журналиста, став редактором специальных изданий Adam Film World. Является одним из основателей X-Rated Critics Organization.

## Награды (выборочно)

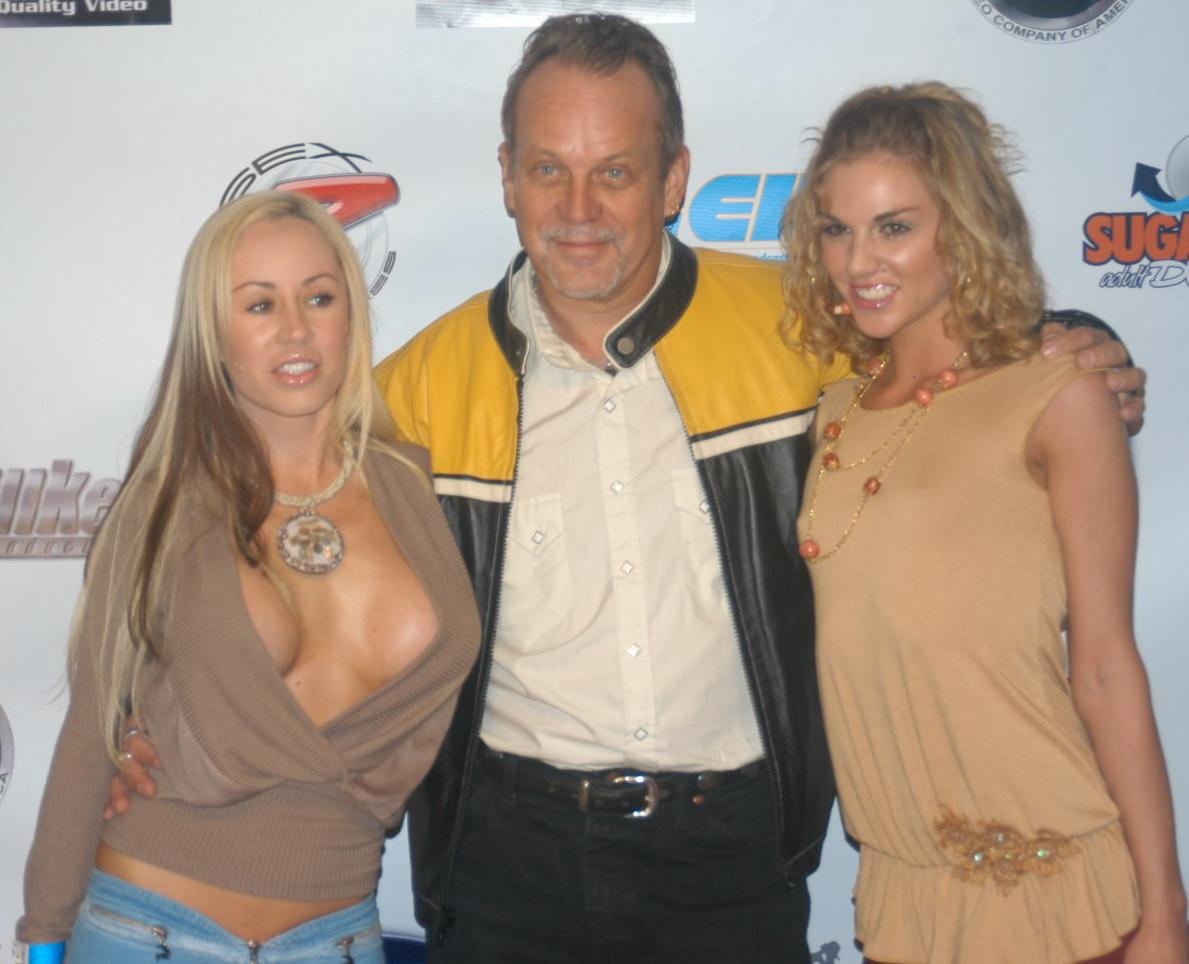
Давия Арделл, Джеймс Авалон и Брианна Лав на West Coast Productions Party

- 1998 AVN Award победа — лучший киноредактор, видео (Zazel)[4]
- 2001 AVN Award победа — лучший режиссёр, фильм (Les Vampyres)[3]
- 2002 AVN Award номинация — лучший режиссёр, видео (Taboo 2001)[5]
- 2003 AVN Award номинация — лучший режиссёр, фильм (Les Vampyres 2)[6]
- 2004 AVN Award номинация — лучший режиссёр, не-полнометражный фильм (Fantasy)[7]
- 2004 зал славы XRCO[8]
- 2005 зал славы AVN[3][9]
- 2006 Ninfa Award победа — лучший режиссёр (La Mansión del Placer)[10]
- 2007 AVN Award номинация — лучший режиссёр, видео (Sex Pix)[11]
- 2009 AVN Award номинация — лучший режиссёр, полнометражный фильм, лучшая фидеография и лучший сценарий (Roller Dollz)[12]
- 2011 Feminist Porn Award победа — самый сексуальный романтический фильм (A Little Part of Me)[13]
- 2013 XBIZ Award номинация — режиссёр года (Tango to Romance) и режиссёр года – Body of Work[14]

## Избранная фильмография
- A Little Part Of Me (2011)
- Fantasy Ltd (2002)
- Les Vampyres (2000)
- Les Vampyres 2 (2003)
- Roller Dolz (2008)
- Sex Pix (2005)
- Taboo 2001 (2001)
- White Angel (1998)
- Zazel (1997)